# 春風亭愛橋 (4代目)
四代 春風亭 愛橋（しゅんぷうてい あいきょう、1971年7月20日 - ）は、日本の落語家。出囃子は『小さな竹の橋』。落語芸術協会所属。

## 経歴・人物
長野県駒ヶ根市出身。本名は箭内広光。伊那北高校を経て福井県立大学経済学部卒業後の1997年12月に5代目春風亭柳昇に入門し、春風亭柳二郎を名乗って初高座を踏む。
2002年2月に二つ目に昇進。翌2003年7月に師匠の柳昇が死去したことにより、兄弟子の昔昔亭桃太郎門下へ移籍。移籍後は裕次郎、Q太郎、あるとこ郎、昔昔亭健太郎と次々に名を改める。
2012年5月、11代目柳亭芝楽、春風亭柳城、瀧川鯉橋、笑福亭里光とともに真打に昇進。昇進を機に4代目春風亭愛橋を襲名して現在に至る。
故郷である長野県駒ヶ根市の『こまがね応援団』及び大学時代を過ごした福井県の『ふくいブランド大使』を務めている。